# Один день (фильм, 2011)
«Один день» (англ. One day) — романтическая драма 2011 года, снятая Лоне Схерфиг по сценарию Дэвида Николлса, основанная на одноимённом романе Николлса 2009 года. В главных ролях снялись Энн Хэтэуэй и Джим Стёрджесс, а также Патриша Кларксон, Кен Стотт и Ромола Гарай в ролях второго плана. Фильм вышел в прокат в США 19 августа 2011 года компанией Focus Features, а в Великобритании — 24 августа 2011 года компанией Universal Pictures.
После знакомства и совместного ночлега в День святого Свитуна, накануне выпуска из колледжа, Декстер и Эмма каждый год на протяжении 20 лет появляются в один и тот же день.
В 2024 году на Netflix был выпущен телесериал-адаптация того же романа-источника с Амбикой Мод и Лео Вудаллом в главных ролях.

## Сюжет
Декстер Мэйхью (Джим Стёрджес) и Эмма Морли (Энн Хэтэуэй) — двое молодых выпускников Эдинбургского университета, которые знакомятся на выпускном вечере, 15 июля 1988 года, в день Святого Свитуна. Они хотят провести вместе ночь, но решают остаться просто друзьями, и хотя, на первый взгляд, у них не развиваются романтические отношения, в последующие годы своей жизни они стараются держаться вместе, несмотря на жизненные обстоятельства, которые разводят их в разные стороны.
Действие фильма показывает их жизнь 15 июля в течение 18 лет. На протяжении примерно 15 лет они встречаются почти каждый год 15 июля. При этом оба, как можно сделать вывод из фильма, чувствуют друг к другу как минимум симпатию, бо́льшую, чем дружеская, но либо не признаются себе в этом, либо не говорят вслух.
Декстер в первые годы строит свою карьеру на телевидении, что у него поначалу получается (он становится ведущим телешоу), но он «застревает» на одной должности, что ему надоедает, у него появляются проблемы с алкоголем, и его, в конце концов, увольняют. Незадолго до этого у него умирает мать. Декстер устраивается работать к своему бывшему однокурснику, у которого есть сеть ресторанов, простым рабочим на кухне.
Он женится по «залёту», при этом они с женой явно не сходятся характерами. Жена вскоре начинает изменять с тем самым однокурсником. Через несколько лет Декстер с женой разводятся.
Эмма после окончания университета мечтает стать писателем, но первые годы работает официанткой в мексиканской закусочной. Через несколько лет она становится учительницей. Жильё (съёмное) она вынуждена делить с комиком-неудачником Яном (Рейф Сполл), который её вроде бы любит, но при этом она его скорее терпит.
Ко времени женитьбы Декстера ей наконец-то выплачивают небольшой аванс за написание книги. К моменту развода Декстера она — известный писатель, живёт в своей квартире. Встречается с музыкантом.
Декстер приезжает к ней в гости, и Эмма хочет их познакомить. На полпути к месту встречи с музыкантом Декстер отказывается дальше идти («Я так не могу»), прощается с Эммой и идёт на вокзал. Через несколько минут Эмма догоняет его и целует в губы.
Примерно через год они женятся. Ещё через 2 года Эмму насмерть сбивает машина, что сильно подкашивает Декстера, и он опять начинает много пить. К Декстеру приезжает отец, с которым много лет были натянутые отношения. Отец отвечает Декстеру на вопрос «Как теперь жить?» следующими словами: «Живи так, как будто она ещё жива. Я после смерти твоей матери так и живу».
Декстер возвращается к жизни и работает в собственном кафе, которое когда-то открыли они с Эммой. Однажды к нему приезжает тот самый «комик-неудачник», который к тому времени уже нашёл себе более подходящую профессию, женился, завёл детей. Он поблагодарил Декстера за то, что сделал Эмму самой счастливой, при этом отметил, что она сделала Декстера человеком.
В конце фильма Декстер гуляет с дочерью по тем местам, где они с Эммой гуляли более 20 лет назад, и где договорились оставаться друзьями.

## В ролях
| Актёр            | Роль           |
| ---------------- | -------------- |
| Энн Хэтэуэй      | Эмма Морли     |
| Джим Стёрджес    | Декстер Мэйхью |
| Рейф Сполл       | Ян             |
| Патриша Кларксон | Элисон Мэйхью  |
| Ромола Гарай     | Сильви Коуп    |
| Джоди Уиттакер   | Тилли          |
| Джорджия Кинг    | Сьюки          |
| Натали Халлам    | жена Яна       |

## Прокат
Премьера в Исландии состоялась 17 августа 2011 года, в Израиле и России — 18 августа 2011 года, в США — 19 августа 2011 года, в Великобритании — 24 августа 2011 года, в Швеции — 14 октября 2011 года, в Германии — 3 ноября 2011 года, а релиз на DVD — 13 октября 2011 года.

## Музыка
| №   | Название                                          | Исполнитель      | Длительность |
| --- | ------------------------------------------------- | ---------------- | ------------ |
| 1.  | «Sparkling Day»                                   | Элвис Костелло   | 4:46         |
| 2.  | «Roll to Me»                                      | Del Amitri       | 2:12         |
| 3.  | «Aftermath» (Hip Hop Blues)                       | Tricky           | 7:39         |
| 4.  | «Reverend Black Grape»                            | Black Grape      | 5:11         |
| 5.  | «Born of Frustration»                             | James            | 4:36         |
| 6.  | «Rocks»                                           | Primal Scream    | 3:35         |
| 7.  | «Praise You» (One Day OST Version)                | Fatboy Slim      | 5:22         |
| 8.  | «The Rhythm of the Night»                         | Corona           | 3:24         |
| 9.  | «Angels»                                          | Робби Уильямс    | 3:58         |
| 10. | «Life Is a Rollercoaster»                         | Ронан Китинг     | 3:55         |
| 11. | «Sowing the Seeds of Love»                        | Tears for Fears  | 6:15         |
| 12. | «Joy»                                             | Франсуа Фельдман | 4:06         |
| 13. | «Tear Off Your Own Head (It's a Doll Revolution)» | Элвис Костелло   | 3:31         |
| 14. | «One Day Main Titles»                             | Рэйчел Портман   | 1:53         |
| 15. | «Wedding Chorus»                                  | Рэйчел Портман   | 1:38         |
| 16. | «July 15th»                                       | Рэйчел Портман   | 1:37         |
| 17. | «We Had Today»                                    | Рэйчел Портман   | 3:43         |

## Интересные факты
- Слоган фильма — «Не упусти свою любовь».
- На главные роли были приглашены молодые голливудские звёзды — Джим Стёрджес, известный британский актёр и певец, и Энн Хэтэуэй, номинантка и обладательница премии «Оскар».
- Режиссёр фильма Лоне Шерфиг известна ранее постановками таких картин, как «Итальянский для начинающих» и «Воспитание чувств».
- Сценарий к фильму по собственному одноимённому роману написал Дэвид Николлс, известный британский сценарист и актёр.
- Съёмки проходили летом 2010 года в Эдинбурге и Лондоне (Великобритания), а также в Париже (Франция).
- После того как Энн Хэтэуэй прочитала один из первых вариантов сценария, ей так понравился персонаж Эммы, что она прилетела в Лондон, чтобы объяснить режиссёру Лоне Шерфиг, почему эта роль должна достаться ей.